# أقوى من الحب (فلم)
أقوى من الحب هو فيلم سينمائي رومانسي درامي مصري من إنتاج 1953 إخراج: عز الدين ذو الفقار و تأليف: محمد كامل حسن المحامي وبطولة: شادية، عماد حمدي، مديحة يسري، زينات صدقي، حسن البارودي، محمد شوقي.

## قصة الفيلم
يحكي الفيلم عن زوج فقد ذراعيه عماد حمدي فأصبح عاطلًا عن العمل، فتصبح الزوجة مديحة يسري هي المسؤولة عن المنزل، فيزيد عملها وتنشغل عن زوجها والمنزل، فييأس الزوج ويحبط ليهوى الرسم ويبدع فيه، ويتعرف على شابة شادية تبعث فيه الأمل وتشجعه على التقدم وتقديم لوحاته في معرض، لتنال التقدير في المعرض وينال شهرة كبيرة، ويربط الحب بينه وبين الفتاة، وتتطور الأحداث بينهم.

## طاقم العمل
- شادية ... الأنسة سميرة سكرتيرة معرض الفنون
- عماد حمدي ... الأستاذ مجدى
- مديحة يسري ... الدكتورة أمينة هانم عاطف زوجة الأستاذ مجدى
- زينات صدقي ... زينب بنت المعلم كتكوت وصديقة الأنسة سميرة
- حسن البارودي ... أ.عونى مدير معرض الفنون
- محمد شوقي ... راكب بالقطار
- عبدالعظيم كامل ... شاكر افندى
- عبد المنعم سعودي ... المأذون
- خيرية أحمد ... الممرضة زينب
- وجيه الأطرش ... الطفل سامى ابن الأستاذ مجدى
- ثريا فخري ... داده زكية
- عبدالحميد بدوي ... '
- ميمي جمال ... الطفلة عائشة ابنة الأستاذ مجدى
- العربى مصطفى ... الطفل حسن ابن الأستاذ مجدى
- عبد الغني النجدي ... خادم بمنزل الأستاذ مجدى

## اغانى الفيلم
- إيه فوق الحب تأليف صالح جودت تلحين رياض السنباطي
- ياسارق من عينى النوم تأليف جليل البندارى تلحين أحمد صدقي
- إحنا في الجنه تأليف عبد العزيز سلام تلحين منير مراد

## روابط خارجية
- مقالات تستعمل روابط فنية بلا صلة مع ويكي بيانات